# Ляди (Підляське воєводство)
Ляди (пол. Lady) — село в Польщі, у гміні Чижі Гайнівського повіту Підляського воєводства.
Населення — 43 особи (2011).
У 1975-1998 роках село належало до Білостоцького воєводства.

## Демографія
Демографічна структура станом на 31 березня 2011 року:
|          | Загалом | Допрацездатний вік | Працездатний вік | Постпрацездатний вік |
| -------- | ------- | ------------------ | ---------------- | -------------------- |
| Чоловіки | 20      | 2                  | 17               | 1                    |
| Жінки    | 23      | 0                  | 14               | 9                    |
| Разом    | 43      | 2                  | 31               | 10                   |